# Miroslav Vaďura
Miroslav Vaďura (* 14. ledna 1935, Uherský Ostroh) je bývalý český hokejový útočník. V roce 1969 odešel do kanadského Toronta.

## Hokejová kariéra
V československé lize hrál za TJ Gottwaldov. Odehrál 2 ligové sezóny, nastoupil v 48 ligových utkáních, dal 15 gólů a měl 3 asistence. Do roku 1959 hrál za Tatran Uherský Ostroh.

## Klubové statistiky
| Sezona    | Klub                     | Soutěž  | Základní část | Základní část | Základní část | Základní část | Základní část |
| Sezona    | Klub                     | Soutěž  | Z             | G             | A             | B             | TM            |
| --------- | ------------------------ | ------- | ------------- | ------------- | ------------- | ------------- | ------------- |
| 1958/1959 | TJ Tatran Uherský Ostroh | 2. liga | -             | -             | -             | -             | -             |
| 1959/1960 | TJ Gottwaldov            | 2. liga | -             | -             | -             | -             | -             |
| 1960/1961 | TJ Gottwaldov            | 1. liga | 19            | 8             | 1             | 9             | 8             |
| 1961/1962 | TJ Gottwaldov            | 2. liga | -             | -             | -             | -             | -             |
| 1962/1963 | TJ Gottwaldov            | 2. liga | -             | -             | -             | -             | -             |
| 1963/1964 | TJ Gottwaldov            | 1. liga | 27            | 9             | 2             | 11            | 12            |